# Iris Plotzitzka
Iris Plotzitzka (Memmingen, 7 januari 1966) is een atleet uit Duitsland. Ze was gespecialiseerd in kogelstoten, en deed af en toe aan discuswerpen.
Op de Wereldkampioenschappen indooratletiek 1987 werd ze achtste.
Op de Olympische Zomerspelen van 1988 nam Plotzitzka voor West-Duitsland deel aan het onderdeel kogelstoten.
Op de Europese kampioenschappen indooratletiek behaalde ze de bronzen medaille, en in 1990 behaalde ze een Duitse nationale titel indoor.
Haar pr op het onderdeel kogelstoten was 20.53 meter.
- World Athletics: 14352564